# Кривошеинская
Кривошеинская — деревня в Тарногском районе Вологодской области.
Входит в состав Спасского сельского поселения, с точки зрения административно-территориального деления — в Верхнеспасский сельсовет.
Расстояние по автодороге до районного центра Тарногского Городка — 35 км, до центра муниципального образования Никифоровской — 4 км. Ближайшие населённые пункты — Денисовская, Акуловская, Борок.
По переписи 2002 года население — 13 человек.